# Sønder Jernløse
Sønder Jernløse is een plaats in de Deense regio Seeland, gemeente Holbæk, en telt 277 inwoners (2008).